# Máquina de Lírica
Máquina de Lírica "La revelación continúa" es el segundo álbum del artista El Roockie. El álbum fue lanzado en el año 2001 y utilizó ritmos urbanos como dancehall, reggae y algunos contenidos con Roots reggae, todos conformando lo que es el reggae en español.

## CD 1
| #  | Título                           | Duración |
| -- | -------------------------------- | -------- |
| 01 | "La máquina de lírica"           | 03:36    |
| 02 | "Se creen Supermán"              | 02:18    |
| 03 | "Los manes tienen hambre"        | 02:33    |
| 04 | "Duro en la boca"                | 02:53    |
| 05 | "Dúo que extermina" con Bandido. | 03:20    |
| 06 | "Aquí estoy"                     | 01:53    |
| 07 | "Guerra de dos fuerzas"          | 03:50    |
| 08 | "Barrio de chacales"             | 04:28    |
| 09 | "Jah Jah viene"                  | 02:56    |
| 10 | "Ojos van a ver"                 | 02:34    |
| 11 | "Carcelero"                      | 02:43    |
| 12 | "Grave error"                    | 02:26    |
| 13 | "Grave error" (nueva edición)    | 04:04    |
| 14 | "Si ellos subieran"              | 02:12    |
| 15 | "Crea atención"                  | 01:53    |

## CD 2
| #  | Título                              | Duración |
| -- | ----------------------------------- | -------- |
| 01 | "I wait for your love"              | 03:12    |
| 02 | "No puedo vivir sin ti"             | 03:02    |
| 03 | Sigue bailando                      | 03:38    |
| 04 | ¿Quién es el buay?                  | 03:38    |
| 05 | Ay señor                            | 03:53    |
| 06 | Dile la verdad (versión salsa)      | 04:12    |
| 07 | Mi cama te extraña                  | 03:08    |
| 08 | El peluche                          | 03:47    |
| 09 | Ya no me dice                       | 03:17    |
| 10 | Luna                                | 03:43    |
| 11 | Otro chance                         | 02:31    |
| 12 | No seas ingrata                     | 03:03    |
| 13 | Mi cama te extraña (versión balada) | 03:17    |
| 14 | Dile la verdad (versión balada)     | 03:36    |